# لیراگلوتاید
لیراگلوتاید مشتقی از پپتید-۱ شبه گلوکاگون (GLP-1) و از گروه هورمونهای اینکرتین است که به عنوان آگونیست طولانی‌اثر به گیرنده GLP-1 متصل شده و باعث ترشح انسولین می‌شود. در سال ۲۰۱۰ این داروی تزریقی با نام تجاری Victoza برای بیماران دیابت نوع ۲ توسط سازمان غذا و داروی آمریکا مورد تأیید قرار گرفت. همچنین در سال ۲۰۱۵ دوز و قدرتی متفاوت از این دارو با نام تجاری Saxenda برای کاهش وزن بزرگسالانی که یا ۱. دچار چاقی هستند یا ۲. علاوه بر اضافه وزن دارای یک چند ابتلایی مرتبط با اضافه وزن هستند توسط سازمان غذا و داروی آمریکا مورد تأیید قرار گرفت.

## مصارف درمانی
لیراگلوتاید یک بار در روز و برای درمان بیماران دیابت نوع ۲ و چاقی تزریق می‌شود.

### دیابت نوع ۲
لیراگلوتاید به کنترل قند خون کمک می‌کند. این دارو از طریق افزایش وابسته به گلوکز ترشح انسولین، ایجاد تأخیر در تخلیه غذای معده و مهار ترشح بعد از غذای گلوکاگون از افزایش قند خون بعد از غذا جلوگیری می‌کند. طبق مطالعات تا سال ۲۰۱۷، هنوز اثر داروهای بر پایه هورمون‌های اینکرتین بر احتمال مرگ در بیماران مشخص نیست.
لیراگلوتاید همانند سایر آگونیست‌های گیرنده GLP-1 مزایایی نسبت به داروهای قدیمی‌تر دیابت نوع ۲ دارد:
- به صورت وابسته به گلوکز عمل می‌کند؛ یعنی زمانی باعث ترشح انسولین می‌شود که سطح گلوکز خون از میزان نرمال بالاتر رفته باشد. به همین علت، خطر احتمال افت شدید قند خون با مصرف این دارو قابل چشم‌پوشی است.
- طبق مطالعات حیوانی، می‌تواند مانع از آپوپتوز شده و باعث تحریک بازسازی سلول‌های بتا شود.
- باعث کاهش اشتها شده و جلوی افزایش وزن را می‌گیرد (بنابر مطالعه سر به سر با داروی Glimepiride)[۱۱]
- باعث کاهش سطح تری‌گلیسرید خون می‌شود.

### چاقی
لیراگلوتاید به عنوان درمان کمکی در کنار رژیم غذایی کم کالری و فعالیت بدنی برای کنترل مزمن وزن در بزرگسالان مورد تأیید قرار گرفته‌است. کرایتریای مصرف این دارو ۱. داشتن شاخص توده بدنی ۳۰ کیلوگرم بر متر مربع یا بالاتر یا ۲. شاخص توده بدنی ۲۷ یا بالاتر، همراه با داشتن یه چند ابتلایی مرتبط با اضافه وزن (مانند فشار خون بالا، دیابت نوع ۲، دیس‌لیپیدمی). در اواخر سال ۲۰۱۴ نتایج مطالعه بالینی چاقی و پیش-دیابت ™SCALE که یک مطالعه تصادفی، دوسوکور، همراه با دارونما در چند کشور بود منتشر شد. در این مطالعه فاز ۳، ۳۷۳۱ نفر شرکت کننده به صورت تصادفی در گروه لیراگلوتاید (۳ میلی‌گرم) یا دارونما قرار گرفتند. نتایج پس از ۵۶ هفته از مطالعه نشانگر میانگین کاهش وزن %۹٫۲ در مقایسه با %۳٫۵ در گروه دارونما بود.
در سال ۲۰۱۷، نتایج حاصل از ۳ سال مطالعه ™SCALE نشان داد که تقریباً نیمی از افرادی که ۵ درصد یا بیشتر از وزن خود را با استفاده از لیراگلوتاید کاهش داده بودند، این کاهش وزن را در این سه سال حفظ کردند.

## عوارض جانبی

### نگرانی از سرطان تیروئید
در دوزهای ۸ برابر بیش‌تر از دوزهای مورد استفاده در انسان، لیراگلوتاید به‌طور معناداری باعث افزایش تومورهای تیروئید در موش‌ها شد. ارتباط بالینی این یافته‌ها هنوز نامعلوم است.
در مطالعات بالینی، ۴ مورد سرطان تیروئید در گروه لیراگلوتاید و ۱ مورد در گروه دارونما مشاهده شد (۱٫۳ در برابر ۱٫۰ در هر ۱۰۰۰ بیمار سال (Patient years)).
FDA اعلام کرد که با مصرف لیراگلوتاید سطح کلسی‌تونین خون که بیومارکر Medullary thyroid cancer است به مقدار کمی افزایش می‌یابد اما مقدار آن همچنان در محدوده طبیعی باقی می‌ماند. به همین علت باید به مدت ۱۵ سال میزان وقوع سالانه سرطان تیروئید در مصرف‌کنندگان این دارو پیگیری و نظارت شود.

### التهاب پانکراس
گروهی از محققان دانشگاه Johns Hopkins در سال ۲۰۱۳ ارتباط معناداری را بین استفاده قبلی از مشتقات GLP-1 (مانند Exenatide) و مهارکننده‌های DPP-4 (مانند سیتاگلیپتین) با بستری شدن به علت التهاب پانکراس گزارش کردند. به دنبال این گزارش، سازمان غذا و داروی آمریکا و آژانس دارویی اروپا (EMA) به بررسی تمامی اطلاعات موجود جهت پیدا کردن رابطه‌ای بین استفاده از داروهای آگونیست GLP-1 و بروز التهاب یا سرطان پستان پرداختند. این دو سازمان در سال ۲۰۱۴ و در نامه‌ای مشترک به مجله New England Journal of Medicine بیان کردند که «بر اساس بررسی اطلاعات ۱۴۶۱۱ بیمار دیابت نوع ۲ از ۲۵ مطالعه بالینی مختلف شواهد قانع‌کننده‌ای مبنی بر افزایش احتمال التهاب یا سرطان پانکراس به دست نیامد» و «هر دو سازمان اعلام می‌کنند که ادعاهای مبنی بر وجود ارتباط بین مصرف داروهای بر پایه اینکرتین با ابتلا به سرطان یا التهاب تیروئید با اطلاعات موجود ناسازگار است. FDA و EMA در حال حاضر به نتیجه‌ای قطعی پیرامون وجود این رابطه نرسیده‌اند. با وجود این‌که بررسی مجموع شواهد اطمینان‌بخش بوده‌است اما تا یافتن شواهد بیشتر، التهاب پانکراس همچنان به عنوان ریسک مصرف این داروها مطرح خواهد بود و هر دو سازمان آن را بررسی خواهند نمود.»

## فارماکودینامیک
لیراگلوتاید یک آگونیست گیرنده پپتید شبه گلوکاگون ۱ و مشتق‌شده از شکل کم‌تر رایج GLP-1 یعنی GLP-1-(7-37) است.
لیراگلوتاید در شرایطی که سطح گلوکز خون از میزان نرمال بیشتر باشد باعث ترشح انسولین از سلول‌های بتای پانکراس می‌شود. ترشح انسولین همراه با کاهش میزان گلوکز خون کم‌تر شده و بعد از رسیدن سطح گلوکز به میزان نرمال متوقف می‌شود. لیراگلوتاید همچنین باعث کاهش ترشح گلوکاگون به شکل وابسته به گلوکز شده و سرعت تخلیه معده را نیز کم می‌کند. برخلاف GLP-1 درون‌زاد، لیراگلوتاید در برابر تخریب توسط پپتیدازها مقاوم است و نیمه عمر پلاسمایی آن ۱۳ ساعت است.

## فارماکوکینتیک
نیمه عمر GLP-1 درون‌زاد به علت تخریب توسط آنزیم‌های DPP4 و NEP برابر با ۲–۱٫۵ دقیقه است. نیمه عمر آن پس از تزریق عضلانی حدود نیم ساعت است، پس حتی در این شکل نیز استفاده درمانی محدودی دارد. اثر طولانی‌مدت لیراگلوتاید به علت اتصال یک مولکول اسید چرب به مولکول GLP-1-(7-37) است که باعث می‌شود بتواند هم به خودش متصل شود و هم به آلبومین در بافت زیر جلدی و جریان خون. سپس GLP-1 فعال شده از آلبومین به آرامی و با سرعت ثابت جدا می‌شود. همچنین اتصال به آلبومین منجر به تخریب آهسته‌تر دارو و دفع کلیوی کم‌تر در مقایسه با GLP-1-(7-37) می‌شود.